# Coppa Latina (hockey su pista)
La Coppa Latina di hockey su pista è un torneo internazionale riservato alle squadre nazionali di Francia, italia, Portogallo e Spagna. La prima edizione si tenne nel 1956 e venne disputata a Parigi; il torneo fu vinto dall'Italia.
Dall'edizione del 2006 al torneo partecipano le nazionali under 23 e non più le nazionali maggiori come avveniva precedentemente.
Dal 2006 la cadenza del torneo è passata da annuale a biennale.
La squadra che detiene in maggior numero di coppe è il Portogallo che vanta 14 titoli.

## Albo d'oro
| Anno                | Ospitante              | Finale primo posto     | Finale primo posto     | Finale primo posto     | Finale terzo posto     | Finale terzo posto     | Finale terzo posto     | Numero di squadre      |
| Anno                | Ospitante              | Vincitore              | Risultato              | 2º posto               | 3º posto               | Risultato              | 4º posto               | Numero di squadre      |
| ------------------- | ---------------------- | ---------------------- | ---------------------- | ---------------------- | ---------------------- | ---------------------- | ---------------------- | ---------------------- |
| 1956 Dettagli (1ª)  | Parigi                 | Italia                 | Girone unico           | Portogallo             | Spagna                 | Girone unico           | Francia                | 4                      |
| 1957 Dettagli (2ª)  | Bologna                | Portogallo             | Girone unico           | Italia                 | Spagna                 | Girone unico           | Francia                | 4                      |
| 1958 Dettagli (3ª)  | Barcellona             | Spagna                 | Girone unico           | Portogallo             | Italia                 | Girone unico           | Francia                | 4                      |
| 1959 Dettagli (4ª)  | Lisbona                | Portogallo             | Girone unico           | Spagna                 | Italia                 | Girone unico           | Francia                | 4                      |
| 1960 Dettagli (5ª)  | Nantes                 | Portogallo             | Girone unico           | Spagna                 | Italia                 | Girone unico           | Francia                | 4                      |
| 1961 Dettagli (6ª)  | Barcellona             | Portogallo             | Girone unico           | Spagna                 | Italia                 | Girone unico           | Francia                | 4                      |
| 1962 Dettagli (7ª)  | Porto                  | Portogallo             | Girone unico           | Spagna                 | Italia                 | Girone unico           | Francia                | 4                      |
| 1963 Dettagli (8ª)  | Bologna                | Spagna                 | Girone unico           | Portogallo             | Italia                 | Girone unico           | Francia                | 4                      |
| Dal 1964 al 1986    | Edizioni non disputate | Edizioni non disputate | Edizioni non disputate | Edizioni non disputate | Edizioni non disputate | Edizioni non disputate | Edizioni non disputate | Edizioni non disputate |
| 1987 Dettagli (9ª)  | Anadia                 | Italia                 | Girone unico           | Portogallo             | Spagna                 | Girone unico           | Francia                | 4                      |
| 1988 Dettagli (10ª) | Anadia                 | Portogallo             | Girone unico           | Italia                 | Spagna                 | Girone unico           | Francia                | 4                      |
| 1989 Dettagli (11ª) | Anadia                 | Portogallo             | Girone unico           | Italia                 | Spagna                 | Girone unico           | Francia                | 4                      |
| 1990 Dettagli (12ª) | Anadia                 | Italia                 | Girone unico           | Portogallo             | Spagna                 | Girone unico           | Francia                | 4                      |
| Dal 1991 al 1994    | Edizioni non disputate | Edizioni non disputate | Edizioni non disputate | Edizioni non disputate | Edizioni non disputate | Edizioni non disputate | Edizioni non disputate | Edizioni non disputate |
| 1995 Dettagli (13ª) | Tavira                 | Spagna                 | 7 - 1                  | Portogallo             | Italia                 | 7 - 0                  | Francia                | 4                      |
| 1996 Dettagli (14ª) | Portimão               | Spagna                 | 2 - 0                  | Portogallo             | Italia                 | 3 - 1                  | Francia                | 4                      |
| 1997 Dettagli (15ª) | Olhão                  | Spagna                 | 1 - 0                  | Portogallo             | Francia                | 3 - 2                  | Italia                 | 4                      |
| 1998 Dettagli (16ª) | Tavira                 | Portogallo             | 3 - 2                  | Spagna                 | Francia                | 3 - 0                  | Italia                 | 4                      |
| 1999 Dettagli (17ª) | Pico                   | Spagna                 | 5 - 4                  | Portogallo             | Italia                 | 6 - 3                  | Francia                | 4                      |
| 2000 Dettagli (18ª) | Ponta Delgada          | Spagna                 | 4 - 1                  | Portogallo             | Italia                 | 3 - 2                  | Francia                | 4                      |
| 2001 Dettagli (19ª) | Lourinhã               | Portogallo             | 8 - 1                  | Francia                | Italia                 | 3 - 2                  | Germania               | 4                      |
| 2002 Dettagli (20ª) | Sintra                 | Portogallo             | Girone unico           | Spagna                 | Italia                 | Girone unico           | Francia                | 4                      |
| 2003 Dettagli (21ª) | Alcobaça               | Portogallo             | Girone unico           | Spagna                 | Italia                 | Girone unico           | Francia                | 4                      |
| 2004 Dettagli (22ª) | Guimarães              | Spagna                 | 3 - 2                  | Portogallo             | Italia                 | 2 - 1                  | Francia                | 4                      |
| 2006 Dettagli (23ª) | Viareggio              | Spagna                 | Girone unico           | Portogallo             | Italia                 | Girone unico           | Francia                | 4                      |
| 2008 Dettagli (24ª) | Coimbra                | Portogallo             | Girone unico           | Spagna                 | Italia                 | Girone unico           | Francia                | 4                      |
| 2010 Dettagli (25ª) | Coutras                | Spagna                 | Girone unico           | Portogallo             | Italia                 | Girone unico           | Francia                | 4                      |
| 2012 Dettagli (26ª) | Vilanova i la Geltrú   | Spagna                 | Girone unico           | Portogallo             | Francia                | Girone unico           | Italia                 | 4                      |
| 2014 Dettagli (27ª) | Viana do Castelo       | Portogallo             | Girone unico           | Spagna                 | Francia                | Girone unico           | Italia                 | 4                      |
| 2016 Dettagli (28ª) | Follonica              | Portogallo             | Girone unico           | Italia                 | Spagna                 | Girone unico           | Francia                | 4                      |
| 2018 Dettagli (29ª) | Saint-Omer             | Spagna                 | Girone unico           | Italia                 | Francia                | Girone unico           | Portogallo             | 4                      |

### Riepilogo vittorie per nazionale
| Numero | Nazionale  | Anni                                                                               |
| ------ | ---------- | ---------------------------------------------------------------------------------- |
| 14     | Portogallo | 1957, 1959, 1960, 1961, 1962, 1988, 1989, 1998, 2001, 2002, 2003, 2008, 2014, 2016 |
| 12     | Spagna     | 1958, 1963, 1995, 1996, 1997, 1999, 2000, 2004, 2006, 2010, 2012, 2018             |
| 3      | Italia     | 1956, 1987, 1990                                                                   |

### Medagliere
| Squadra    | 1º | 2º | 3º | Tot |
| ---------- | -- | -- | -- | --- |
| Portogallo | 14 | 14 | 0  | 28  |
| Spagna     | 12 | 9  | 7  | 28  |
| Italia     | 3  | 5  | 17 | 25  |
| Francia    | 0  | 1  | 5  | 6   |